# ゲオルギオス・サマラス
ゲオルギオス・サマラス（ギリシア語: Γιώργος Σαμαράς, ラテン文字表記: Georgios Samaras, 1985年2月21日 - ）は、ギリシャ・イラクリオン出身の元同国代表サッカー選手。現役時代のポジションはFW。
同じギリシャ人のアンゲロス・ハリステアスと同じく身長を生かしたプレーに秀でている。

## 経歴

### クラブ
2006年、移籍金750万ユーロでマンチェスター・シティFCに移籍した。2008年1月にセルティックFCへ期限付き移籍。シーズン終了後には完全移籍となった。
2014年8月22日、ウェスト・ブロムウィッチ・アルビオンFCに加入した。2015年2月5日、サウジ・プロフェッショナルリーグのアル・ヒラルにシーズン末まで及び完全移籍のオプション付きで期限付き移籍した。シーズン終了後レンタルバックしたが、双方合意の下契約を終了しWBAを退団した。
2016-17シーズン後半はセグンダ・ディビシオンのレアル・サラゴサでプレー。翌シーズンよりTFF1.リグのサムスンスポルに加入することが発表された。

### 代表
2014年6月24日、2014 FIFAワールドカップグループC最終節のコートジボワール戦では前半42分にアンドレアス・サマリスの先制弾をアシストし、同点にされて迎えた後半アディショナルタイムに自ら得たPKを決め勝ち越し2-1で勝利し、初のグループリーグ突破に貢献した。

## 代表歴

### 出場大会
- ギリシャ代表
  - 2010 FIFAワールドカップ
  - 2014 FIFAワールドカップ

### 試合数
- 国際Aマッチ 81試合 9得点（2006年-2014年）[7]

| ギリシャ代表 | 国際Aマッチ | 国際Aマッチ |
| 年           | 出場        | 得点        |
| ------------ | ----------- | ----------- |
| 2006         | 7           | 3           |
| 2007         | 7           | 0           |
| 2008         | 8           | 0           |
| 2009         | 9           | 2           |
| 2010         | 12          | 1           |
| 2011         | 8           | 1           |
| 2012         | 12          | 1           |
| 2013         | 7           | 0           |
| 2014         | 11          | 1           |
| 通算         | 81          | 9           |

## タイトル
セルティック
- スコティッシュ・プレミアリーグ : 2007-08, 2011-12, 2012-13, 2013-14
- スコティッシュリーグカップ : 2008-09
- スコティッシュカップ : 2010-11, 2012-13